# Leonel Ruíz
Leonel Wilfredo Ruíz Carmona (27 de julio de 1975) es un deportista venezolano que compitió en judo. Ganó una medalla de oro en el Campeonato Panamericano de Judo de 2004, en la categoría de +100 kg.

## Palmarés internacional
| Campeonato Panamericano | Campeonato Panamericano       | Campeonato Panamericano | Campeonato Panamericano |
| Año                     | Lugar                         | Medalla                 | Categoría               |
| ----------------------- | ----------------------------- | ----------------------- | ----------------------- |
| 2004                    | Isla de Margarita (Venezuela) | Medalla de oro          | +100 kg                 |